# Danilo Barozzi
Danilo Barozzi (Bagnolo in Piano, Reggio de Emília, 21 de agosto de 1927-Santa Maria Nuova, 25 de marzo de 2020) fue un ciclista italiano que fue profesional entre 1949 y 1958. En su palmarés destaca una victoria de etapa en la Volta a Cataluña de 1950.
Falleció a causa de la enfermedad de COVID-19 causada por el virus SARS-CoV-2, a los noventa y dos años en el hospital Santa María Nuova en Reggio donde fue ingresado tras una fractura de fémur quince días antes de su fallecimiento el 25 de marzo de 2020.

## Palmarés
- 1948: 1.º en la Coppa Caivano
- 1950: Vencedor de una etapa en la Volta a Cataluña
- 1951: Vencedor de una etapa al Giro de los Dolomitas
- 1954: 1.º en el Gran Premio de la Industria y el Comercio de Prato
- 1955: 1.º en el Gran Premio de la Industria en Belmonte-Piceno
- 1956: 1.º en el Gran Premio de la Industria y el Comercio de Prato

## Resultados en Grandes Vueltas
| Carrera         | 1951 | 1952 | 1953 | 1954 | 1955 | 1956 |
| --------------- | ---- | ---- | ---- | ---- | ---- | ---- |
| Giro de Italia  | 32.º | 40.º | 19.º | 18.º | 38.º | 24.º |
| Tour de Francia | -    | -    | -    | -    | 40.º | -    |
| Vuelta a España | -    | -    | -    | -    | -    | -    |